# Landskap från Bretagne

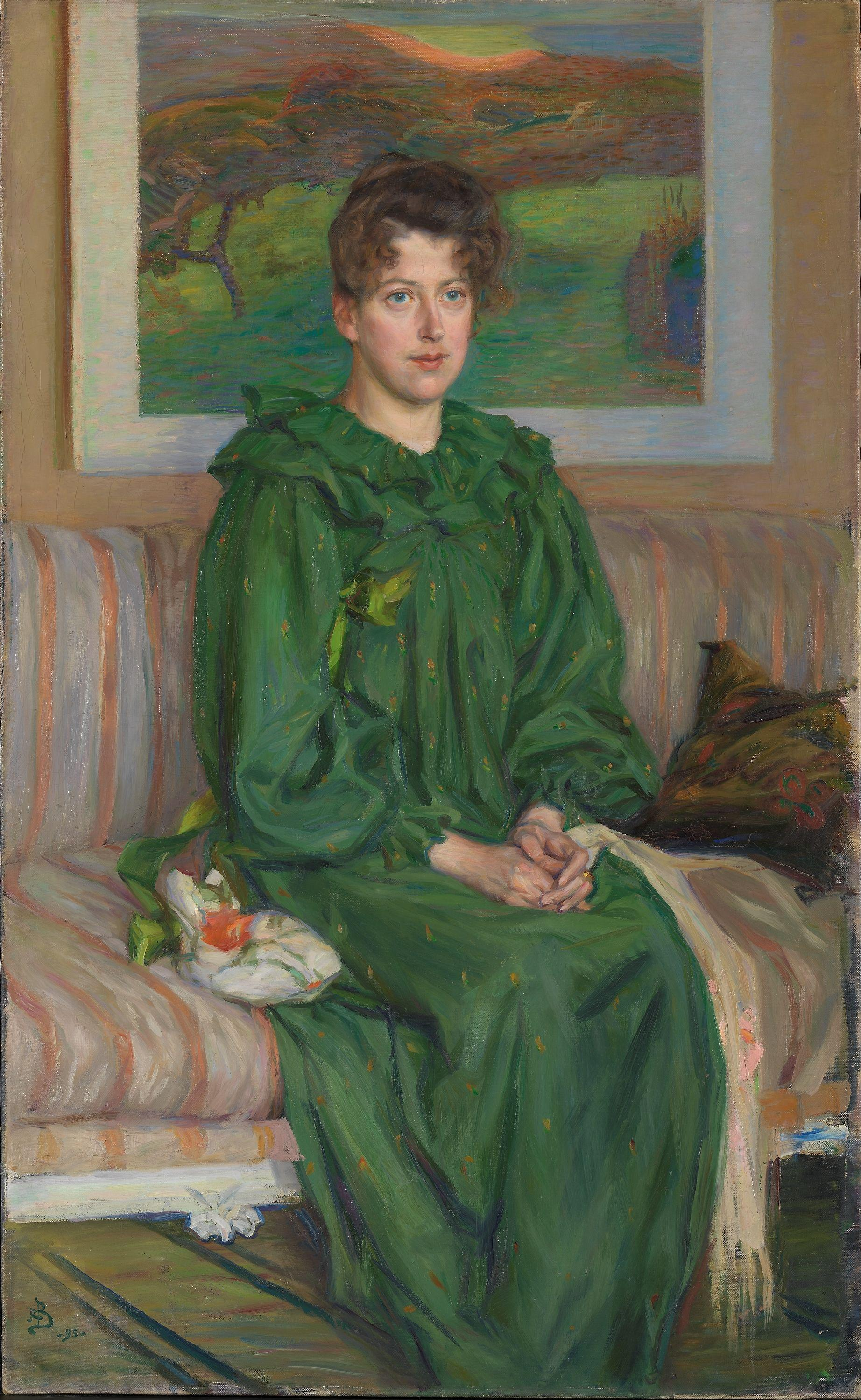
Richard Berghs Porträtt av Gerda (1895), Nasjonalgalleriet. Bakom konstnärens hustru hänger Gauguins tavla.

Landskap från Bretagne (franska: Les Champs au bord de la mer) är en oljemålning av Paul Gauguin från 1889.

## Tillkomst
Gauguin vistades sommaren 1889 i Bretagne, dit han sökt sig för kunna leva billigt och för att få ro att arbeta. Han arbetade tillsammans med målaren Émile Bernard. Under inflytande från Bernards måleri och idéer om en dekorativt orienterad konst utvecklade Gauguin sitt typiska formspråk där markerade konturer och hela färgfält i samma färgton är framträdande drag. Stilen kom att kallas syntetism - det handlade om att göra en syntes, en slags sammanfattning av motivet.
Gauguin var fascinerad av landskapet och livet i Bretagne. Han uppskattade de traditionella dräkterna och befolkningens djupa religiositet. För Gauguin framstod människorna i Bretagne som enkla och opåverkade av den moderna civilisationen. Till vännen Vincent van Gogh skrev han att bönderna i Bretagne gav intryck av att fortfarande leva på medeltiden.
"Landskap från Bretagne" föreställer ett kustlandskap sent på dagen. Den lågt stående solen reflekteras i havet i bakgrunden. Målningen är uppbyggd av böljande bågformer och linjer - i trädens stammar och kronor, i de liggande stammarna i förgrunden, i strandlinjen och i molnslöjorna på himlen. Gauguin har över stora områden på duken arbetat med korta vertikala penseldrag som betonar att bildens ytmässighet. Han har med andra ord inte strävat efter att skapa en illusion av djup i bilden.
Målningen föreställer sannolikt höjderna väster om Le Pouldu, men är säkert utförd i ateljé och inte på plats inför motivet. Till skillnad från impressionisterna hävdade syntetisterna att ett motiv skulle bearbetas och filtreras av minnet innan det utfördes i en målning.

## Proveniens
Få enskilda konstverk har tillmätts en större betydelse för den svenska konsthistorien än Gauguins "Landskap från Bretagne". Orsaken är att målningen tillhörde målaren Richard Bergh, som köpt den i Köpenhamn av Gauguins danska hustru Mette på hösten 1892. Bergh var en central gestalt i svenskt konstliv under åren kring sekelskiftet 1900, och många konstnärer hade möjlighet att se Gauguins landskap i Berghs hem. Gauguins måleri i allmänhet och "Landskap från Bretagne" i synnerhet har uppfattats som avgörande impulsgivare för det svenska 1890-talets dekorativt orienterade nationella landskapsmåleri och särskilt för Karl Nordströms konst. Då Bergh undervisade vid Konstnärsförbundets skola lät han dessutom målningen hänga i lokalerna för att vara tillgänglig för studium.
I och med att Richard Bergh 1915 tillträdde som överintendent för Nationalmuseum deponerade han målningen i museet. Efter Berghs död beslutade Nationalmusei vänner att målningen skulle inlösas av museet för 10 000 kronor. En medlem av föreningen, direktör Hjalmar Granhult, agerade emellertid på egen hand och täckte kostnaden samt överlämnade målningen som gåva till museet den 20 juni 1919.